# Butiá
O termo butiá (derivado do tupi m'butiá) é a designação comum às palmeiras do gênero Butia, nativas da América do Sul. Possuem em geral estipe médio, com cicatriz de pecíolos antigos, longas folhas penatífidas usadas em obras trançadas, e pequenas drupas comestíveis, com semente oleaginosa.
O termo butiá pode remeter ainda, mais especificamente, à Butia capitata, uma palmeira de até 7 m, nativa do Paraguai, Brasil (de Minas Gerais ao Rio Grande do Sul), Argentina e Uruguai, cujo estipe é utilizado no fabrico de papel. De seus frutos, alaranjados, se faz geleia, licor, cachaça e vinagre, e das sementes, comestíveis, se extrai óleo. Também é conhecida pelos nomes de butiá-açu, butiá-azedo, butiá-branco, butiá-da-praia, butiá-de-vinagre, butiá-do-campo, butiá-miúdo, butiá-roxo, butiazeiro, cabeçudo, coqueiro-azedo, guariroba-do-campo e palma-petiza.
Segundo a crença de algumas tribos indígenas brasileiras, o butiazeiro é uma árvore sagrada.
Há cidades que levam o seu nome, por exemplo no Rio Grande do Sul, tem as cidades de Butiá, São Pedro do Butiá e Giruá.
O termo 'butiá' na variante do idioma alemão predominante no Sul do Brasil, no Riograndenser Hunsrückisch, tanto referente à planta quanto à localidade de São Pedro do Butiá, desde os primórdios da colonização sofreu germanização e passou a ser chamado de Butioo (pronúncia transcrita em português: /bu-thió/; IPA: /b̥ʊ'djɔ/)

## Espécies
- Butia archeri Glassman (1979)
- Butia campicola (Barb. Rrodr.) Noblick (2004)
- Butia capitata (Mart.) Becc. (1916)
- Butia capitata var. elegantissima
- Butia capitata var. erythrospatha
- Butia capitata var. liliaceiflora
- Butia capitata var. nehrlingiana
- Butia capitata var. odorata
- Butia capitata var. pulposa
- Butia capitata var. strictior
- Butia capitata var. subglobosa
- Butia capitata var. virescens
- Butia catarinensis Noblick & Lorenzi (2009)
- Butia eriospatha (Mart. ex Drude) Becc. (1916)
- Butia exospadix Noblick (2006)
- Butia lallemantii Deble & Marchiori (2006)
- Butia lepidotispatha Noblick (2009)
- Butia leptospatha (Burret) Noblick (2006)
- Butia marmorii Noblick (2006)
- Butia matogrossensis Noblick & Lorenzi (2008)
- Butia microspadix Burret (1930)
- Butia odorata (Barb. Rrodr.) Noblick & Lorenzi (2004)
- Butia paraguayensis (Barb. Rrodr.) L.H. Bailey (1936)
- Butia pubispatha Noblick & Lorenzi (2008)
- Butia purpurascens Glassman (1979)
- Butia stolonifera
- Butia witeckii K. Soares & S. Longhi (2011)
- Butia yatay (Mart.) Becc. (1916)
- Butia yatay var. paraguayensis
- x Butyagrus nabonnandii; (Butia odorata x Syagrus romanzoffiana)